# صفيحيات الخيشوم
صفيحيات الخيشوم (الاسم العلمي: Lamellibranchia) هي تحت طائفة من الحيوانات تتبع طائفة ذوات المصراعين.

## التصنيف
- متغايرات الأسنان
  - اللوسينيات
    - اللوسينينات
      - اللوسينينات